# شبکیه

قسمت‌های مختلف کره چشم انسان: ۱. زجاجیه ۲. حاشیه دندانه‌دار ۳. ماهیچه مژکی ۴. گردالک‌های مژگانی ۵. مجرای اشک ۶. مردمک ۷. اتاق جلویی ۸. قرنیه ۹. عنبیه ۱۰. عدسی بیرونی ۱۱. عدسی درونی ۱۲. زوائد مژگانی ۱۳. ملتحمه ۱۴. ماهیچه مایل زیرین ۱۵. ماهیچه راست زیرین ۱۶. ماهیچه راست میانی ۱۷. شبکیه ۱۸. صفحه بینایی ۱۹. سخت‌شامه ۲۰. سرخرگ مرکزی شبکیه ۲۱. سیاهرگ مرکزی شبکیه ۲۲. عصب بینایی ۲۳. سیاهرگ حلقوی ۲۴. غلاف پیازی ۲۵. لکه زرد ۲۶. گودی مرکزی ۲۷. صلبیه ۲۸. مشیمیه ۲۹. ماهیچه راست بالایی ۳۰. شبکیه

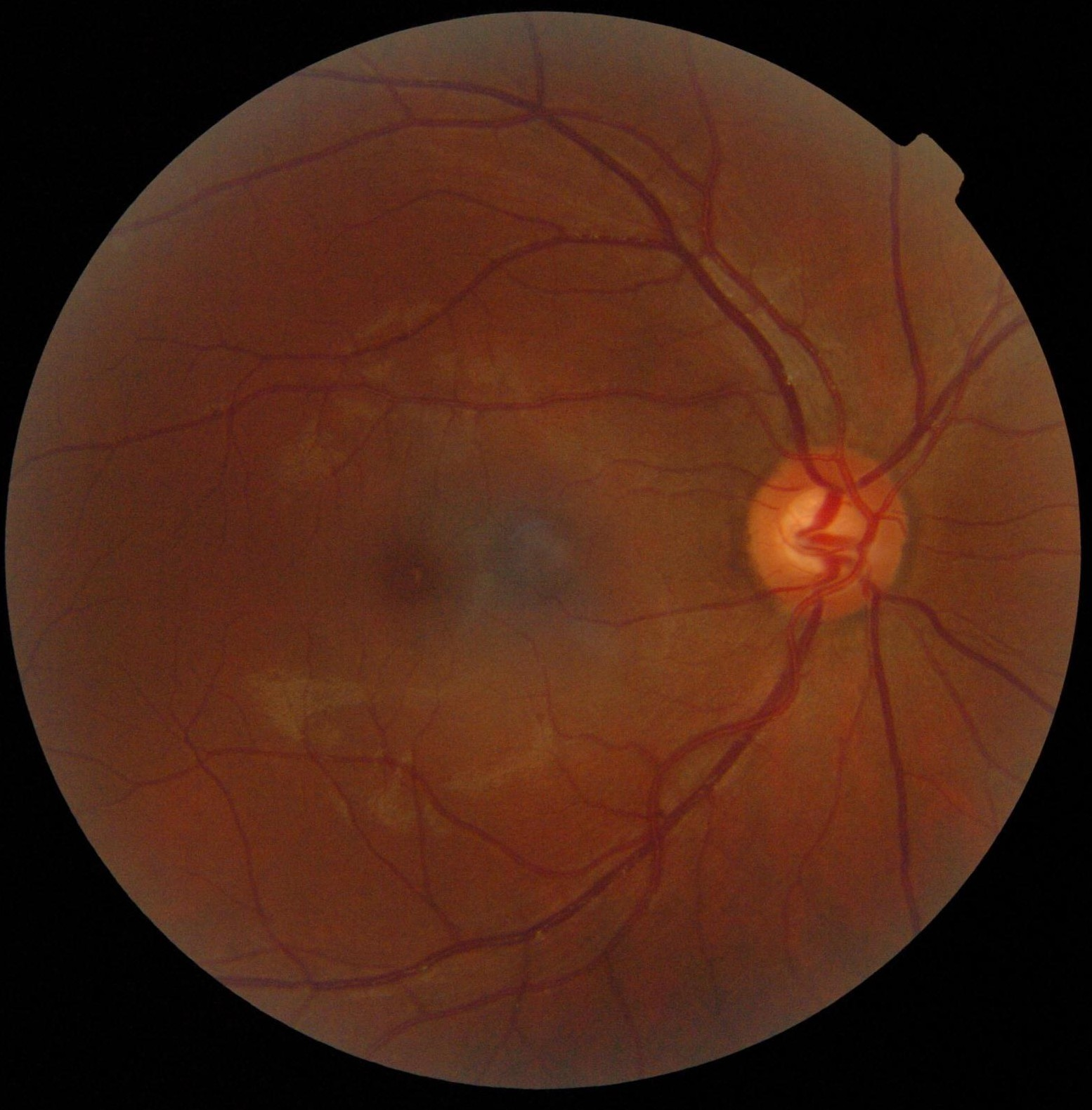
تصویر شبکیه که از طریق رتینوسکوپی به دست آمده‌است.

(۳)

شبکیه (Retina) چشم انسان یک لایه بافت حساس به نور است که سطح داخلی چشم‌ها را می‌پوشاند. تصویر دنیای بیرون از طریق قرنیه و عدسی روی شبکیه به تصویر درمی‌آید، مانند فیلمی‌ که داخل یک دوربین عکاسی تصاویر را ضبط می‌کند. عده‌ای از مردم دنیا در اثر عوامل ارثی یا اکتسابی مانند پیری، ناراحتی‌هایی مثل فشار خون و دیابت و نیز بیماری‌هایی مانند سرطان شبکیه و تباهی لکه زرد از داشتن شبکیه سالم محروم می‌شوند و دیگر نمی‌توانند با محیط پیرامون خود ارتباط دیداری درست برقرار کنند یا حتی به‌طور کلی بینایی خود را از دست می‌دهند.

## کارکرد و ساختار
شبکیه داخلی‌ترین لایهٔ چشم است و شامل سلول‌های گیرندهٔ نور و نورون‌ها می‌باشد. این لایهٔ بسیار نازک (قطری حدود ۰٫۵ میلی‌متر) ۷۵٪ مساحت کرهٔ چشم را می‌پوشاند.
شبکیه لایهٔ حساس به نور را تشکیل می‌دهد و با تبدیل جریان الکترومغناطیسی نور به پیام عصبی و انتقال آن از طریق عصب بینایی به لب پس‌سری به مغز توانایی دیدن را می‌دهد. سلول‌های گیرندهٔ نور شبکیه ۲ نوع می‌باشند:
- سلول‌های مخروطی که توانایی دیدن رنگ‌ها را در نور زیاد به مغز می‌دهند. میزان ماده حساس به نور در دندریت این سلول‌ها نسبت به سلول‌های استوانه‌ای کمتر است همین کمبود یکی از علل حساسیت کمتر مخروطی [نسبت به استوانه ای] به نور است.
- سلول‌های استوانه‌ای که بینایی در نور کم را امکان‌پذیر می‌سازند. سلول‌های استوانه‌ای در نور کم تحریک می‌شوند یعنی حساسیت آن‌ها بالاست. میزان زیاد ماده حساس به نور یاخته های استوانه‌ای نسبت به یاخته‌های مخروطی علت بر حساسیت بالای آن هاست.

هریک از این دو نوع گیرنده برای مقصود خاصی تخصص یافته‌است. میله‌ها برای دید شب ساخته شده‌اند. این یاخته‌ها در نور کم عمل می‌کنند و احساس‌های فاقد رنگ را سبب می‌شوند. مخروط‌ها برای نور روز مناسب‌تر هستند. این یاخته‌ها به نورهای شدید پاسخ می‌دهند و موجب احساس رنگ می‌شوند.
جایی را که عصب بینایی از شبکیه خارج می‌شود نقطه کور می‌گویند. لکه زرد بخش دیگری از شبکیه‌است که در امتداد محور نوری کرهٔ چشم قرار دارد و در دقت و تیزبینی چشم نقش دارد.
در ۶ ژانویه ۲۰۱۳ محققان بریتانیایی موفق به معالجه موش‌های نابینا شدند. آن‌ها این عمل را با تزریق سلول‌های حساس به نور انجام دادند. پیرو آزمایش‌های بیشتر، این پژوهش می‌تواند موجبات بهبود بیمارانی که از رنگدانه‌ای شدن شبکیه چشم رنج می‌برند را حاصل نماید.

## ساختار شبکیه
بافت شبکیه شامل نورون‌ها و توسط مشیمیه تغذیه رسانی می‌شود
است. در شبکیه ۵ لایه نورون سلول‌های عصبی دیده می‌شود. این لایه‌ها از داخل به خارج (به سمت مشیمیه)
(در تصویر، از چپ به راست)، به ترتیب عبارت اند از:
- سلول‌های عقده‌ای یا گانگلیونی که آکسون‌های آن‌ها امتداد یافته و عصب بینایی را تشکیل می‌دهند.
- سلول‌های آماکرین که نورون‌های رابط میان سلول‌های دوقطبی و سلول‌های عقده‌ای هستند.
- سلول‌های دوقطبی.
- سلول‌های افقی که نورون‌های رابط میان سلول‌های گیرندهٔ نور و سلول‌های دوقطبی هستند.
- سلول‌های گیرندهٔ نور که شامل سلول‌های مخروطی و سلول‌های استوانه‌ای هستند.

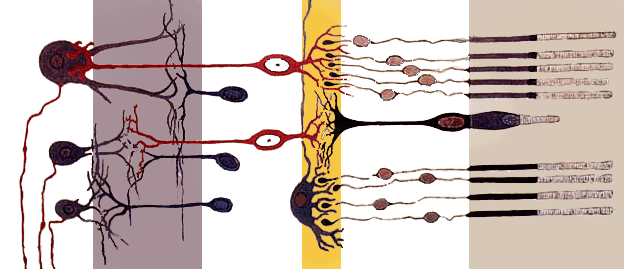
پنج لایهٔ تشکیل دهندهٔ شبکیه

نور پس از عبور از عدسی و زجاجیه، از طریق سلول‌های عقده‌ای به شبکیه وارد شده و بعد از پشت سر گذاشتن سایر لایه‌های شبکیه، سرانجام به سلول‌های گیرندهٔ نور می‌رسد. این سلول‌ها جریان نور را به پیام عصبی تبدیل کرده و آن را از طریق سلول‌های افقی به سلول‌های دوقطبی منتقل می‌کنند. به این ترتیب، پیام عصبی از سلول‌های عقده‌ای به عصب بینایی منتقل شده و به مغز می‌رود.

## نقطه کور شبکیه
نقطه کور یا دیسک بینایی در پشت شبکیه قرار دارد و مکانی است که در آن آکسون‌های نورون‌ها در راس عصب بینایی با هم یکی شده و عصب بینایی را ایجاد می‌نمایند. عصب در همین منطقه از شبکیه خارج می‌شود.

## لکهٔ زرد شبکیه
در نزدیکی دیسک بینایی، در مقابل مردمک، منطقه خاصی از شبکیه با قطر ۱٫۵ میلی‌متر وجود دارد که بخش مرکزی لکهٔ زرد(fovea cetralis) نامیده می‌شود. این ناحیه دارای بیشترین دقت بینایی است. بخش مرکزی لکهٔ زرد فرورفتگی کم عمقی است که در مرکز خود فقط دارای سلول‌های مخروطی است و جسم سلولی گانگلیونی در محیط آن قرار دارند. سلول‌های مخروطی در لکهٔ زرد، بلند، باریک و بسیار متراکم می‌باشند. عدم وجود رگ‌های خونی و بیشتر نورون‌های هدایت کننده در این ناحیه باعث می‌شود که نور به طور مستقیم بر روی سلول‌ها ی مخروطی بتابد. 